# Scrigno

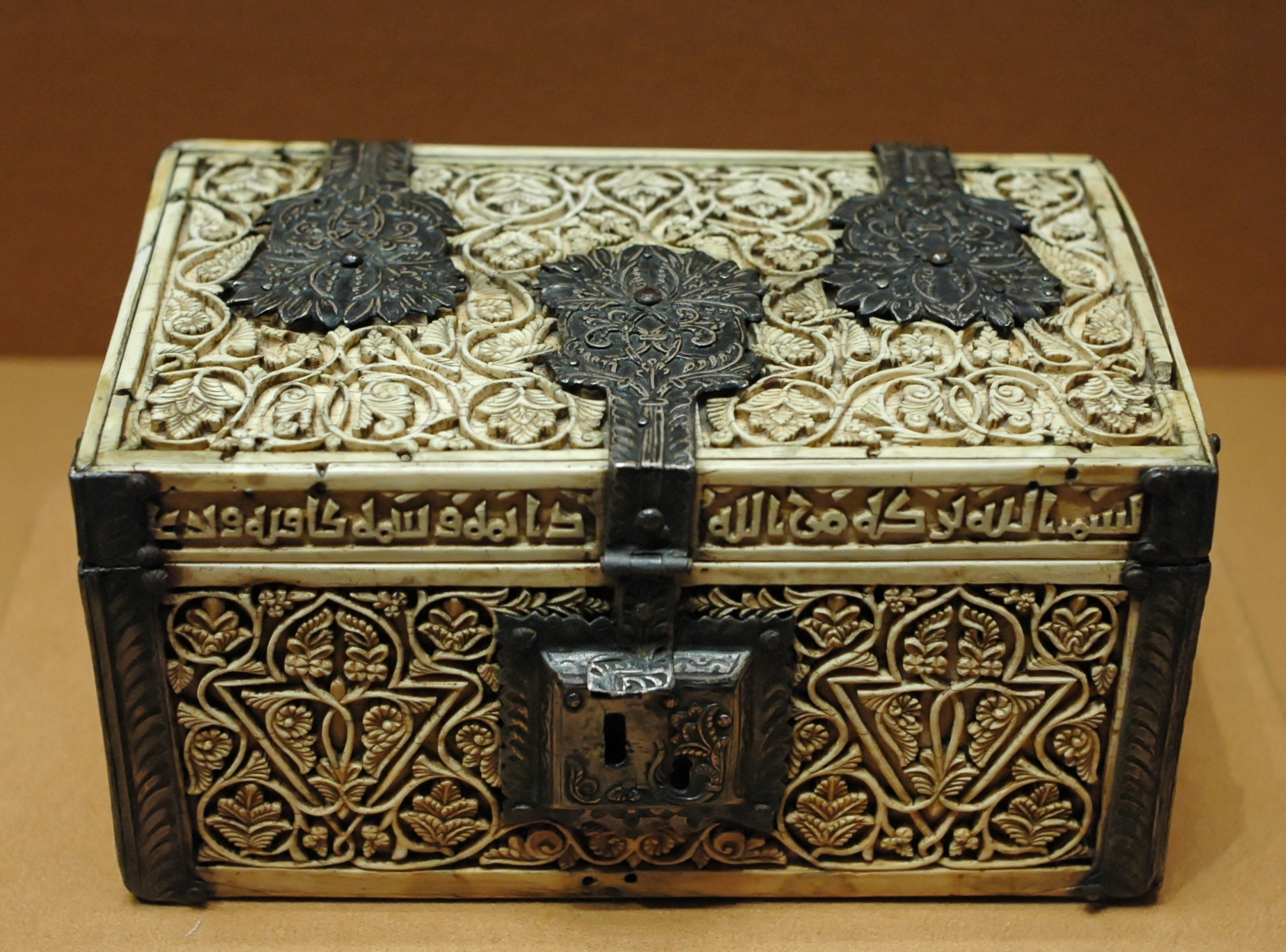
Scrigno in avorio con decorazioni intagliate ed argento inciso, conservato presso il Museo del Louvre

Lo scrigno è un contenitore di oggetti preziosi ed è solitamente protetto da serrature di sicurezza.
Può avere forme e dimensioni diverse in funzione di ciò che dovrà contenere e può essere realizzato da materiali di vario tipo.
È un oggetto che ricorre spesso nelle fiabe che raccontano di re e regine e delle loro enormi ricchezze, ma può essere utilizzato per contenere degli oggetti rari, ma non necessariamente preziosi.
Degli scrigni sono spesso presenti nelle chiese per custodire, oltre che oggetti preziosi per le celebrazioni liturgiche, anche reliquie di santi.
Un esempio di scrigno molto prezioso è quello che custodisce le reliquie di sant'Agata  nella Cattedrale di Catania. Si tratta di una cassa d'argento in stile gotico, realizzata intorno alla fine del XV secolo dall'artista catanese Angelo Novara. Il coperchio anch'esso in argento fu realizzato da Vincenzo Archifel. Esso è riccamente istoriato con immagini della vita dei santi e contiene le reliquie di sant'Agata. Esse sono costituite dalle due braccia con le mani, dalle due gambe con i piedi, dai due femori e dalla mammella oltre al santo velo. I reliquiari che le contengono sono tutti di diversa fattura in quanto costruiti in epoche diverse.